# Fiodor Pawłowski
Fiodor Iłłarionowicz Pawłowski (ros. Фёдор Илларионович Павловский, ur. 14 listopada?/27 listopada 1908 we wsi Mychajliwka w obwodzie zaporoskim, zm. 6 kwietnia 1989 w Mińsku) – radziecki dowódca partyzancki, Bohater Związku Radzieckiego (1941).

## Życiorys
Urodził się w ukraińskiej rodzinie chłopskiej. Skończył niepełną szkołę średnią i kursy budownictwa radzieckiego w Moskwie, pracował w kopalni w Donbasie, od 1932 należał do WKP(b). Od 1930 służył w Armii Czerwonej, w 1938 brał udział w walkach nad jeziorem Chasan, a 1939-1940 wojnie z Finlandią, w 1940 skończył kursy kadry politycznej. Po ataku Niemiec na ZSRR brał udział w walkach, na przełomie czerwca i lipca 1941 wraz z Tichonem Bumażkowem założył oddział partyzancki „Krasnyj Oktiabr'” („Czerwony Październik”), którego następnie został dowódcą. Kierował akcjami dywersyjnymi na tyłach wroga. Od stycznia do maja 1942 dowodził zgrupowaniem partyzanckim, a od maja 1942 do maja 1944 123 Brygadą Partyzancką im. 25-lecia Radzieckiej Białorusi i jednocześnie 1943–1944 był członkiem Poleskiego Komitetu Obwodowego i Oktiabrskiego Komitetu Rejonowego Komunistycznej Partii (bolszewików) Białorusi. W lipcu 1944 został przeniesiony do rezerwy w stopniu pułkownika, 1945-1966 zajmował różne kierownicze stanowiska w Mińsku. Szkoły nr 31 i 93 nazwano imieniem F. Pawłowskiego i T. Bumażkowa.

## Odznaczenia
- Złota Gwiazda Bohatera Związku Radzieckiego (6 sierpnia 1941)[1]
- Order Lenina
- Order Rewolucji Październikowej
- Order Wojny Ojczyźnianej I klasy
- Order Czerwonej Gwiazdy

I medale.